# 卡雷斯-卡萨贝
卡雷斯-卡萨贝（法語：Carresse-Cassaber，法語發音：[kaʁɛs kasabe]）是法国大西洋比利牛斯省的一个市镇，属于波城区。该市镇于1972年由原市镇卡雷斯（Carresse）和卡萨贝（Cassaber）合并而成。

## 地理
卡雷斯-卡萨贝（43°28'41"N, 0°59'43"W）面积13.91 平方千米，位于法国新阿基坦大区大西洋比利牛斯省，该省份为法国东南部省份，涵盖了贝阿恩与北巴斯克，西临大西洋比斯開灣，北至朗德省，东北接热尔省，东临上比利牛斯省，南与西班牙接壤。
与卡雷斯-卡萨贝接壤的市镇（或旧市镇、城区）包括：索尔德拉拜、欧特里沃、卡斯塔涅德、拉翁唐、圣多斯、圣佩德莱朗、萨利斯德贝阿恩。
卡雷斯-卡萨贝的时区为UTC+01:00、UTC+02:00（夏令时）。

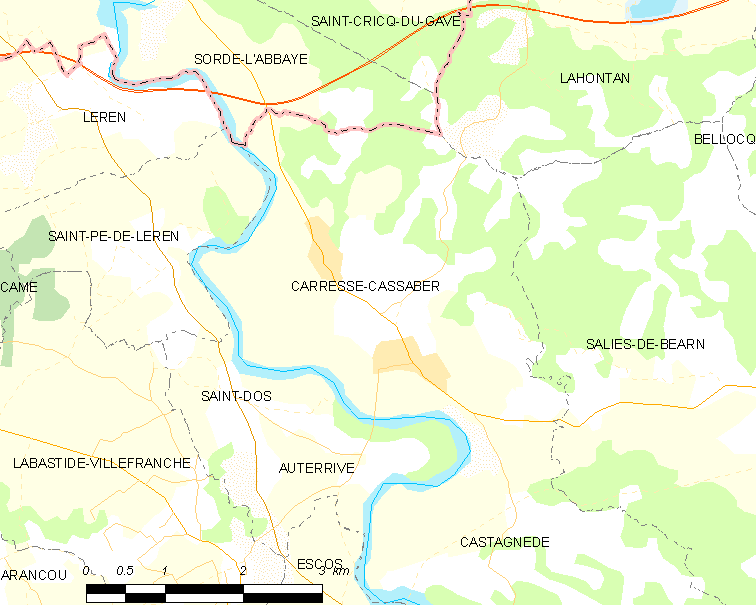
卡雷斯-卡萨贝的OSM定位图

## 行政
卡雷斯-卡萨贝的邮政编码为64270，INSEE市镇编码为64168。

## 政治
卡雷斯-卡萨贝所属的省级选区为奥尔泰兹-激流与盐之地县。

## 人口

1962-2008年间卡雷斯-卡萨贝人口变化图示

卡雷斯-卡萨贝于2022年1月1日时的人口数量为662人。